# Serie 278 de Renfe
La serie 278 (7800 según la antigua numeración de Renfe) es una serie de locomotoras eléctricas que popularmente recibieron el apodo de Panchorgas. Se fabricaron 29 unidades de esta serie que fueron entregadas entre los años 1954 y 1960. Con 3 bogies de 2 ejes ofrecían una potencia de 2200 kW pero eran demasiado agresivas para la vía, y a pesar de tener una potencia similar a las locomotoras de las series 276 y series 277 de su época, nunca dieron tan buen resultado con estas. Fueron financiadas en parte por el gobierno estadounidense a cambio de la instalación de bases militares en el territorio español. Esta serie dejó de circular en el año 1992.